# Citheronia regalis
Citheronia regalis cũng được gọi là sâu bướm óc chó hoàng gia, là một con sâu bướm Bắc Mỹ trong Họ Saturniidae. Loài sâu bướm này được gọi là quỷ sừng mại châu. Con lớn (Imago) có sải cánh 9,5-15,5 cm.

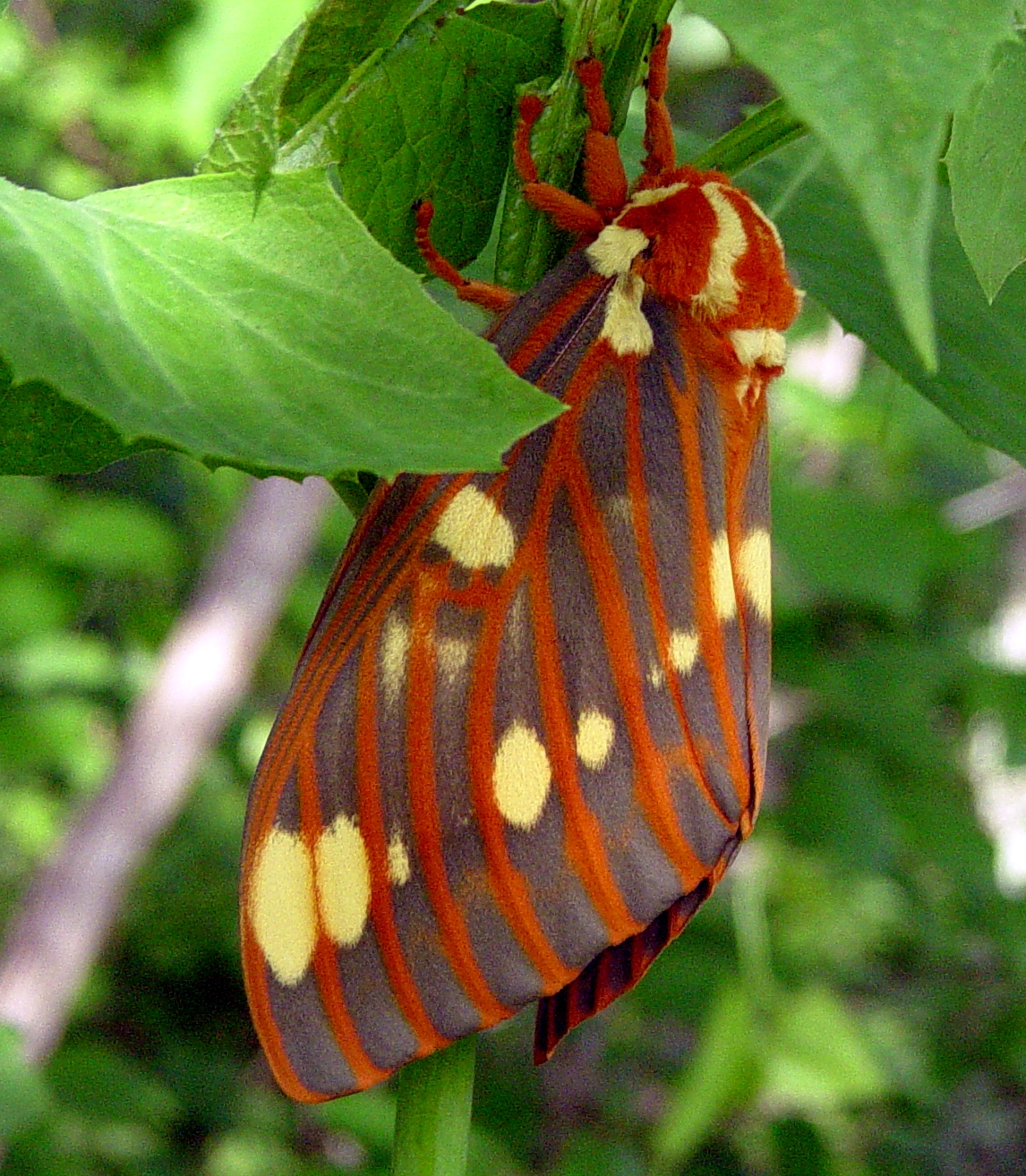

## Vòng đời
Citheronia regalis là một sinh vật ấn tượng trong tất cả các giai đoạn phát triển. Các loài sâu bướm trưởng thành lớn nhất phía Bắc (kích thước chung, không phải diện tích cánh) của Mexico, cũng như các ấu trùng và nhộng lớn đáng kể.
Vòng đời của sâu bướm là giống như bất kỳ loài Saturniidae khác, và điển hình của Ceratocampidae, nó đào hang vào mặt đất để thành nhộng trong một lỗ chứ không quay một cái kén.
Các cây chủ nó sinh sống gồm các loại cây mại châu (Carya glabra, Carya illinoensis, Carya ovata), Buttonbush, Filbert, Bush honeysuckle, Persimmon, Ash, Cotton, Butternut, Black walnut, English walnut và Privet và loài khác.

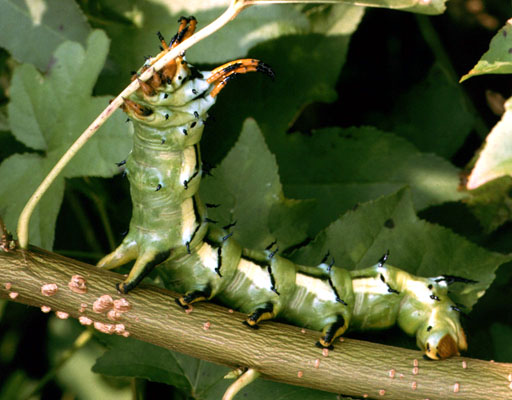
Larva

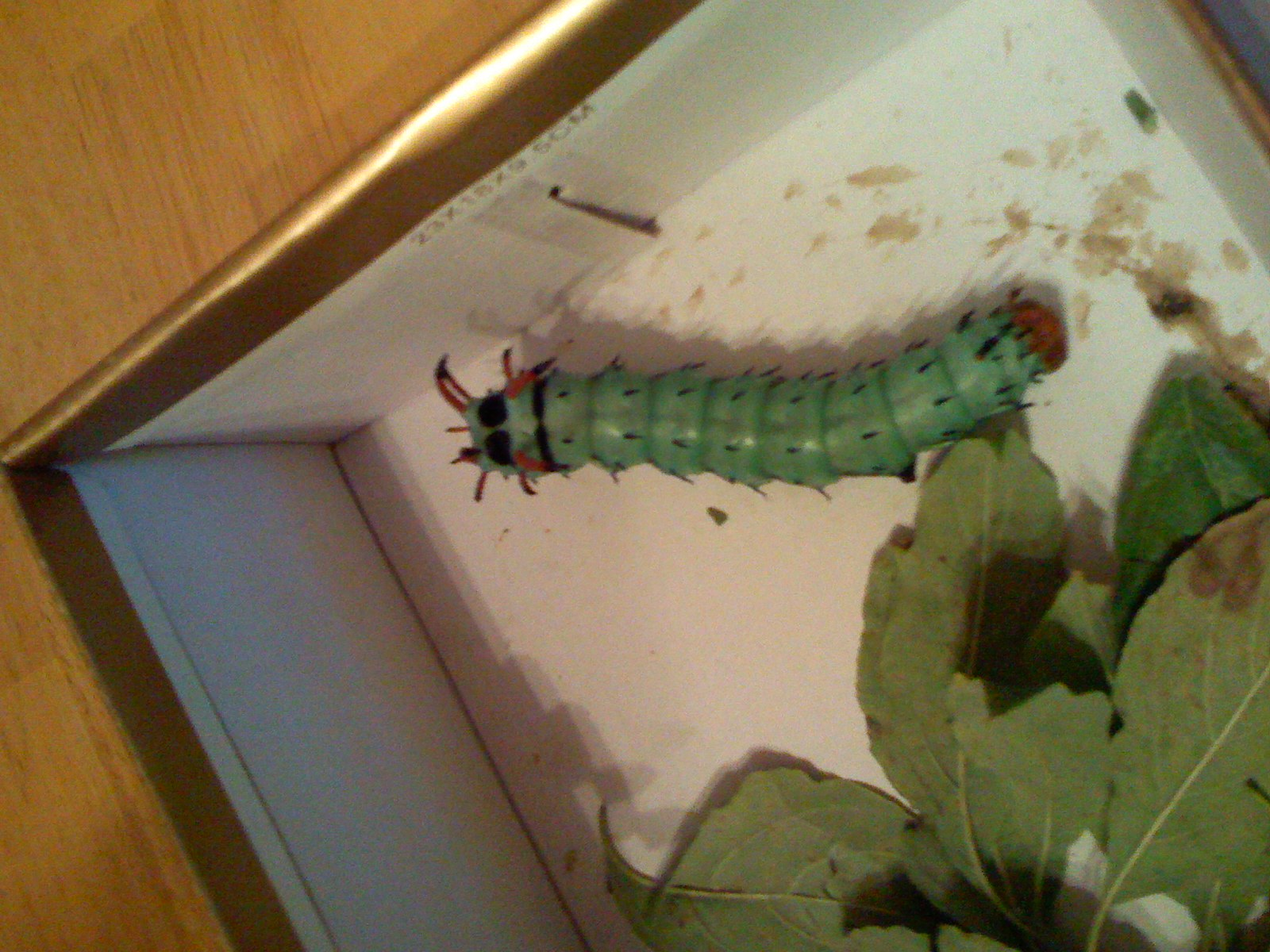